# Station Balcombe
Balcombe is een station van National Rail in Balcombe, Mid Sussex in Engeland. Het station is eigendom van Network Rail en wordt beheerd door Southern. 